# Martha Ribi-Raschle
Martha Ribi-Raschle (Zürich, 28 november 1915 – Uster, 4 oktober 2010) was een Zwitserse politica  voor de Vrijzinnig-Democratische Partij (FDP/PRD) uit het kanton Zürich. Zij was in 1971 een van de eerste elf vrouwelijke verkozenen in de Nationale Raad.

## Biografie

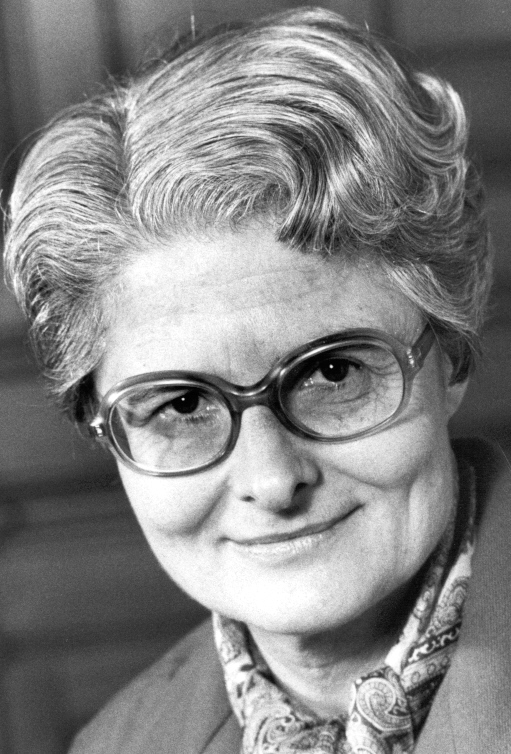
Martha Ribi-Raschle in 1986.

Martha Ribi-Raschle was de dochter van een bankbediende. Ze huwde in 1936 met Willy Ribi, die reeds in 1944 zou overlijden. Na haar schooltijd volgde ze taallessen in Italië en Engeland. Na de dood van haar echtgenoot ging Ribi-Raschle aan de slag bij de medische dienst van de stad Zürich, waar ze werkte van 1945 tot 1977. Tezelfdertijd studeerde ze economie aan de Universiteit van Zürich, waar ze in 1963 afstudeerde. In datzelfde jaar sloot ze zich aan bij de Vrijzinnig-Democratische Partij. Van 1971 tot 1972 was ze lid van de Kantonsraad van Zürich en tussen 1971 en 1983 was ze lid van de Nationale Raad. Zij geraakte verkozen bij de Zwitserse parlementsverkiezingen van 1971, de eerste na de invoering van het vrouwenstemrecht in Zwitserland op federaal vlak, waarmee zij een van de eerste twaalf vrouwelijke leden van de Zwitserse Bondsvergadering was. In het parlement legde zij zich toe op de volksgezondheid en sociale zaken. Van 1973 tot 1983 was ze vicevoorzitter van haar partij.